# カオ・デ・カストロ・ラボレイロ

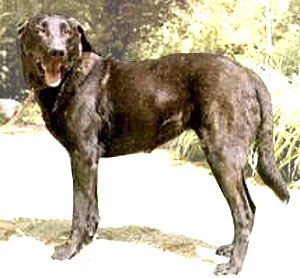
カストロ･ラボレイロ･ドッグ

カオ・デ・カストロ・ラボレイロ（英：Cao de Castro Laboreiro）は、ポルトガルのカストロ・ラボレイロ村原産の護畜犬種である。別名はラボレイロ・ウォッチ・ドッグ（英：Laboreiro Watch Dog）、ポヂュギース・キャトル・ドッグ（英：Potuguese Cattle Dog）、ベルジェール・カストロ・ラボレイロ（英：Berger Castro Laboreiro）。

## 歴史
はっきりとした生い立ちは分かっていないが、1800年代ごろにエストレラ・マウンテン・ドッグなどの護畜犬種がもととなって誕生したといわれている。
主に牛を熊や狼、家畜泥棒から守るのに使われている。普段は大人しいが、いざという時には相手と命を懸けて勇敢に戦う。又、ある程度の牛の管理も行うことができ、いうことを聞かない牛を群れの中に戻すことができた。
1900年代になると牛に危害を与える野獣の減少や牧牛の減少などにより仕事を失い、本種の数も減少していった。中には捨てられてしまう犬もおり、野良化したラボレイロが人家に糞をしたり、夜中に群れて遠吠えをしてトラブルを起こすといった問題も発生した。しかし、これを憂慮した愛好家により保護活動が行われ、仕事を失ったラボレイロを牛飼いから譲り受けたり、野良化したものを保護することによって問題を沈静化させることに成功した。又、失った作業犬としての仕事の代わりに、ショードッグとしてドッグショーに出場させるという仕事が与えられた。結果、頭数と人気は少しずつだが回復してゆき、絶滅を免れることができた。
近年はショードッグとしてだけでなく、本来の仕事である護畜犬としての能力の優秀さが見直され、ポルトガル国内で広く再使役されるようになった。FCIにも公認犬種として登録され、原産国外でも飼育が行われている。他犬種に比べるとその人気は（世界的には）低めであるが、原産国内での人気は根強く、多く飼育が行われている。

## 特徴
筋肉質で引き締まった体つきをしている犬種である。護畜犬種であるが、他の同グループの犬種に比べるとかなりスリムな体格をしていることが一目でよく分かる。これは攻撃力よりも俊足さを重視し、より足の速い犬種にするために改良されたことに由来する。脚はすらりと長く、グレイハウンドには及ばないものの、かなり走るのが早い。先細りのマズルを持ち、あごの力はやや強い。目は小さめで、瞳の色は琥珀色である。首は長く、細め。耳は垂れ耳、尾は飾り毛の少ない垂れ尾。コートは硬めのショートコートで、毛色はジェット・ブラック（漆黒）、ブラック・ブリンドルの単色、或いはそのいずれかにホワイトのパッチが入ったもの。体高は雄55〜60cm、雌52〜57cmで体重は雄30〜40kg、雌20〜30kgの大型犬。性格は温和で従順、平和主義の心を持つが、もとの仕事柄により警戒心が強く、いざという時には勇敢になる。しかし不審者を見つけるとすぐに攻撃するのではなく、まずは不思議な声で激しく吠え立てて威嚇を行う。この声はよく響き、「低音から高音まで揚げて出す」などと表現される（『デズモンド・モリスの犬種事典』、315頁より引用）。
吠え立てても相手が怖気づいて逃げ出さない場合に限り、最終手段として攻撃を行う。見知らぬ人に対してはやはり警戒心が強いが、主人家族が仲良く接しているような人に対しては友好的である。しつけの飲み込みは普通だが、敏感で状況判断力が優れている。性格が優しいため原産地などではペットとしてもよく飼育されているが、運動量が非常に多く、吠え声がよく響くので都心での飼育には不向きである。